# 王冕 (天順進士)
王冕（1426年—？），字廷儀，順天府薊州人，明朝政治人物。進士出身。

## 生平
順天府鄉試第一百六十七名。天順元年（1457年）丁丑科會試第一百四十五名，殿試登進士第三甲第四十三名。

## 家族
曾祖王服義。祖父王誠，曾任知縣。父亲王觀。